# Guilherme Madruga
Guilherme Miranda Madruga Gomes (Campo Grande, 11 de novembro de 2000) é um futebolista brasileiro que atua como volante. Atualmente, joga no Shandong Taishan. Em 2024, venceu o Prémio FIFA Ferenc Puskás.

## Carreira
Nascido em Campo Grande, mas criado em São Gabriel do Oeste, ambos no Mato Grosso do Sul, Madruga iniciou sua carreira aos 13 anos, por influência do pai. Apesar de querer ser jogador de handebol, voltou para sua cidade natal para morar com os avós e jogou em uma escola local antes de representar o Ipatinga.
Em 2017, após passagem pelo José Bonifácio, Madruga ingressou nas categorias de base do Desportivo Brasil. Ele fez sua estreia como profissional com o último time em 23 de fevereiro de 2019, começando em uma derrota por 6–1 no Campeonato Paulista de Futebol - Série A3 contra o Rio Preto.
Madruga marcou seu primeiro gol como profissional em 13 de julho de 2019, marcando o primeiro gol no empate por 1–1 fora de casa contra o Taubaté, pela Copa Paulista daquele ano. Em agosto de 2021, foi emprestado ao Catanduva, do Campeonato Paulista de Futebol - Segunda Divisão.
Ao retornar ao Desportivo Brasil, Madruga disputou apenas uma partida no Paulista A3 de 2022 antes de voltar a ser titular da Copa Paulista. No dia 18 de novembro daquele ano, foi anunciado pelo Botafogo-SP, da Série B, por empréstimo de um ano.
No dia 27 de junho de 2023, na partida contra o Novorizontino, Madruga marcou um gol de bicicleta de fora da área, o que lhe rendeu a indicação e o Prémio FIFA Ferenc Puskás de 2023, e selou a vitória do Botafogo por 1–0; foi também seu primeiro gol pelo clube. No dia 21 de outubro, ele marcou o segundo gol do Botafogo na vitória em casa por 2–0 sobre o mesmo adversário, desta vez perto da linha central.
No dia 24 de outubro de 2023, o Botafogo exerceu a cláusula de rescisão de Madruga, adquirindo 60% de seus direitos econômicos para a próxima temporada.
Em 15 de janeiro de 2024, no dia em que conquistou o Prêmio Puskás, foi anunciado como novo jogador do Cuiabá.

## Vida pessoal
O pai de Madruga, Genildo (apelidado de Eskerdinha), também jogou futebol amador em Campo Grande na década de 1990. Seu irmão mais velho, Gustavo, também jogou futebol juvenil pelo José Bonifácio, mas teve que se aposentar devido a uma lesão no quadril.

## Títulos
Cuiabá
- Campeonato Mato-Grossense: 2024

### Prêmios individuais
- Prémio FIFA Ferenc Puskás: 2023